# لويزا دوريل
لويزا دوريل (بالإنجليزية: Louisa Durrell)‏ (16 يناير 1886 في الهند - 24 يناير 1964)؛ روائية هندية.